# Маматов, Рахмат Тошназарович
Рахмат Тошназарович Маматов (узб. Rahmat Toshnazarovich Mamatov; род. в 1967 году, Кашкадарьинская область, Узбекская ССР, СССР) — узбекский государственный деятель, с февраля 2020 года министр по делам махалли и семьи Узбекистана.

## Биография
Рахмат Маматов родился в 1967 году в Кашкадарьинской области. В 1991 году окончил Каршинский государственный педагогический институт (ныне Каршинский государственный университет). В 2000 году окончил Академию МВД Узбекистана.
24 декабря 2013 года указом президента Узбекистана Ислама Каримова Рахмат Маматов утвержден первым заместителем министра внутренних дел Узбекистана, а также начальником Главного управления уголовного розыска и борьбы с терроризмом и занимал эту должность до 15 сентября 2014 года.
7 октября 2017 года полковник Рахмат Маматов назначен начальником Управления внутренних дел Ферганской области.
21 января 2020 года избран первым заместителем председателя Республиканского совета по координации деятельности органов самоуправления граждан — председателем благотворительного общественного фонда «Махалла». 24 января 2020 года президент Узбекистана Шавкат Мирзиёев назначил Рахмата Маматова сенатором Олий Мажлиса Республики Узбекистан IV созыва. В февраля 2020 года назначен первым министром по делам махалли и семьи Узбекистана.

## Награды
- Орден «Мардлик» (28.08.2019)[7]